# 薛光前
薛光前（1910年12月8日—1978年11月22日），原名桂生，学名光前，江苏青浦人，中華民國政治人物和學者。

## 生平
1927年，薛光前進入南洋中学就讀。同年7月，任中國国民党吴县县党部秘书，不久調入中國國民黨上海縣黨部、吴县县政府工作。1930年，考入私立苏州东吴大学，后任中國国民党吴县县党部常务委员，上海市商会总干事。
1932年，擔任中国银行行员。1933年，擔任上海新闻社社长。1935年，前往意大利留学。1936年，获得罗马皇家大学政治经济学博士学位。期間任中国驻意大利大使馆主事。1936年9月返回中華民國後，任国民政府铁道部编译处处长。1938年任交通部简任秘书。
抗日戰爭勝利後，擔任中華民國驻意大利使馆公使衔代办。
1948年4月，在羅馬皈依天主教，並被教宗庇护十二世封为骑士，圣若望二十三世封为圣额我略爵士。1949年後赴美国定居。1959年，擔任圣若望大学历史教授以及亚洲研究学院院长。1964年，亚洲研究学院改為亚洲研究中心，薛光前繼續擔任中心主任。1973年，擔任圣若望大学校长助理，1974年任副校长兼亚洲研究中心主任。1974年，获得大绶景星勳章。
1977年，获得大绶卿云勳章。1978年11月初，因胃癌回到台灣接受治療，同月22日在台北去世，享年68岁。

## 著作
薛光前著有《一九三三年之上海教育》、《艰苦建国的十年》、《中国之抉择：霸道或王道》(英、意文)、《亚洲与当代世界问题》(英文)、《孙中山与中国》(英文，与他人共同撰寫)、《八年对日抗战中之国民政府》、《蒋百里先生全集》(与他人共同撰寫)、《从孔子到基督》(英、法、意文)、《蒋百里的晚年与军事思想》等。译有《圣德在美国》、《慈母春晖》。

## 荣誉
- 三等景星勋章（1945年9月8日批准[2]）